# Chaimite (filme)
Chaimite é um filme português de 1953 realizado por Jorge Brum do Canto. Fala-nos das campanhas de África, mais propriamente da prisão do régulo Gungunhana, por Joaquim Augusto Mouzinho de Albuquerque.

## Elenco[1]
- Artur Semedo ... Sargento Daniel
- Lurdes Norberto como Maria Mayer ... Maria, Filha do Colono
- Maria Emília Vilas como Emília Villas ... Tia Rosa
- Julieta Castelo ... Maria José Mascarenhas de Mendonça Gaivão Mouzinho de Albuquerque
- Emílio Correia ... António, o Intérprete
- Carlos José Teixeira ... Soldado João Macário
- César Viana ... Coronel Galhardo
- Silva Araújo ... António José Enes
- Hanita Hallan ... Lilly, a Senhora Estrangeira
- Amílcar Peres ... Freire de Andrade
- Laura Ribeiro ...
- Mário Santos ... Colono
- Pedro Navarro ...
- Carlos Bagão ...
- Sousa Mendes ...
- Narciso Moutinho ... Governador dos Santos e Castro
- Roberto Santos Castanheira ...
- Alfredo Pique ... Mambaza
- David Zinhôngua Manhiça ... Mauéué
- Carlos Benfica ... Gungunhana
- Augusto de Figueiredo como Augusto Figueiredo ... Alfredo Augusto Caldas Xavier
- Jorge Brum do Canto ... Henrique Mitchell de Paiva Cabral Couceiro
- Jacinto Ramos ... Joaquim Augusto Mouzinho de Albuquerque
- António Correia ...
- Pestana de Amorim ...
- Fernando Gusmão ... Capitão
- Alberto Sousa Mendes ...
- Armindo Ribeiro ...
- Alfredo Ruas ...
- Carlos Sousa ...
- Jaime Zenóglio ... Homem estrangeiro

## Prémios[2]
- Grande Prémio do Secretariado Nacional da Informação em 1953
- Prémio do Secretariado Nacional da Informação de Melhor Actor - Emílio Correia